# Myriam Sylla
Myriam Fatime Sylla (Palermo, 8 gennaio 1995) è una pallavolista italiana, schiacciatrice del Galatasaray.

## Biografia
Nata a Palermo da genitori ivoriani, si trasferisce in giovane età con la famiglia a Valgreghentino, in Lombardia. 

## Carriera

### Club
Inizia a giocare a pallavolo nelle giovanili del Grenta e successivamente dell'Olginate e dell'Amatori Orago; per la stagione 2011-12 viene ingaggiata dal Villa Cortese, con cui gioca per due annate sia nella squadra giovanile, sia in quella maggiore, in Serie A1, con cui ottiene qualche sporadica partecipazione.
Nel campionato 2013-14 passa al Bergamo, club con cui resta per cinque annate aggiudicandosi la Coppa Italia 2015-16, trasferendosi quindi, a partire dalla stagione 2018-19, all'Imoco di Conegliano, sempre in Serie A1, con cui si aggiudica tre Supercoppe italiane, tre scudetti, il campionato mondiale per club 2019, tre Coppe Italia e la Champions League 2020-21. Dopo un quadriennio nel club veneto, per la stagione 2022-23 viene ingaggiata dalla Pro Victoria, sempre nel massimo campionato italiano.
Nell'annata 2025-26 si trasferisce in Turchia per indossare la maglia del Galatasaray, in Sultanlar Ligi.

### Nazionale
Durante gli anni ad Orago e Villa Cortese viene convocata nelle nazionali giovanili italiane, vincendo la medaglia di bronzo al campionato europeo under 19 2012.
Nel 2015 ottiene le prime convocazioni in nazionale maggiore con cui, nel 2017, vince la medaglia d'argento al World Grand Prix, nel 2018, l'argento al campionato mondiale, la medaglia di bronzo al campionato europeo 2019 e quella d'oro nell'edizione successiva. Nel 2022 conquista la medaglia d'oro alla Volleyball Nations League e quella di bronzo al campionato mondiale, premiata, in quest'ultimo caso, come miglior schiacciatrice, mentre nel 2024 mette al collo l'oro alla Volleyball Nations League e ai Giochi della XXXIII Olimpiade di Parigi, per poi aggiudicarsi, nel 2025, nuovamente l'oro alla Volleyball Nations League: in questi ultimi tre tornei ottiene anche il riconoscimento come miglior schiacciatrice.

## Palmarès

### Club
- Campionato italiano: 3

2018-19, 2020-21, 2021-22
- Coppa Italia: 4

2015-16, 2019-20, 2020-21, 2021-22
- Supercoppa italiana: 3

2018, 2019, 2020
- Campionato mondiale per club: 1

2019
- CEV Champions League: 1

2020-21

### Nazionale (competizioni minori)
- Campionato europeo under 19 2012
- Montreux Volley Masters 2018

### Premi individuali
- 2018 - Campionato mondiale: Miglior schiacciatrice
- 2019 - Campionato europeo: Miglior schiacciatrice
- 2021 - Campionato europeo: Miglior schiacciatrice
- 2022 - Campionato mondiale: Miglior schiacciatrice
- 2024 - Volleyball Nations League: Miglior schiacciatrice
- 2024 - Giochi della XXXIII Olimpiade: Miglior schiacciatrice
- 2025 - Volleyball Nations League: Miglior schiacciatrice